# Ophioglossum concinnum
Ophioglossum concinnum là một loài dương xỉ trong họ Ophioglossaceae. Loài này được Brack. mô tả khoa học đầu tiên năm 1854.